# Station Przytocko
Station Przytocko is een spoorwegstation in de Poolse plaats Przytocko.